# Mateusz Bartosz
Mateusz Bartosz (Żary, 29 marzo 1987) è un cestista polacco.